# Oxyoppia bituberculata
Oxyoppia bituberculata är en kvalsterart som först beskrevs av Balogh 1958.  Oxyoppia bituberculata ingår i släktet Oxyoppia och familjen Oppiidae.

## Underarter
Arten delas in i följande underarter:
- O. b. bituberculata
- O. b. cognata